# Polyplax taterae
Polyplax taterae är en insektsart som beskrevs av Ferris 1923. Polyplax taterae ingår i släktet Polyplax och familjen ledlöss. Inga underarter finns listade i Catalogue of Life.